# Moskauer Institut für Physik und Technologie
Das Moskauer Institut für Physik und Technologie (russisch Московский физико-технический институт Moskowski fisiko-technitscheski institut, kurz МФТИ / MFTI), kurz MIPT, umgangssprachlich auch Phystech, ist eine der führenden technischen Universitäten in ganz Russland. Das MIPT hat rund 3600 Studenten und hat seinen Sitz in Dolgoprudny bei Moskau. MIPT ist eine führende russische Universität für die Ausbildung von Spezialisten auf dem Gebiet der theoretischen, experimentellen und angewandten Physik, Mathematik, Informatik, Chemie, Biologie und verwandter Disziplinen. Es befindet sich in der Stadt Dolgoprudny, andere Studentenwohnheime und Fakultäten befinden sich in Schukowski und in Moskau.
Eine Besonderheit des Ausbildungsprozesses am MIPT ist das etablierte „Phystech-System“, das darauf abzielt, Wissenschaftler und Ingenieure für die Arbeit in den neuesten Wissenschaftsbereichen auszubilden. Derzeit studieren die meisten Studierenden in Richtung „Angewandte Mathematik und Physik“, zudem werden Fachkräfte in den Bereichen „Angewandte Mathematik und Informatik“, „Informatik und Technische Informatik“, „Computersicherheit“, „Systemanalyse u Control“, „Technische Physik“ und Biotechnologie.
Laut den meisten nationalen und internationalen Rankings ist das MIPT eine der drei besten Universitäten in Russland und hält hohe Positionen in den Bereichen Physik, Mathematik, Informatik und technische Wissenschaften, Biologie und Elektronik. Seit 2018 ist es unter den russischen Universitäten in Bezug auf die durchschnittliche USE-Punktzahl unter den im ersten Jahr eingeschriebenen Personen auf den 1. Platz zurückgekehrt (seit 2011 auf dem zweiten Platz hinter MGIMO). 2014 wurde von der Agentur Expert RA das „sehr hohe“ Ausbildungsniveau der Absolventen des Phystech anerkannt. Forbes beschreibt MIPT als „eine Legende in Bildung und Wissenschaft“. In den Jahren 2016 und 2018 wurde Phystech laut dem britischen Magazin Times Higher Education unter die 100 renommiertesten Universitäten der Welt aufgenommen.
Aufgrund der russischen Invasion in der Ukraine steht MIPT unter internationalen Sanktionen aller EU-Länder, der USA, Großbritanniens und einer Reihe anderer Länder.

## Phystech-System
Pjotr Leonidowitsch Kapiza, Nobelpreisträger für Physik und einer der Initiatoren der Gründung des Moskauer Instituts für Physik und Technologie, formulierte (in einem Brief an Stalin im Jahr 1946) die Prinzipien des „Phystech-Systems“ folgendermaßen: die Ausbildung der Studierenden in ihrem Fachgebiet wird direkt von Wissenschaftlern der Grundlageninstitute unter Nutzung der neuen technischen Ausstattung dieser Einrichtungen durchgeführt; die Ausbildung in den Grundinstituten sieht eine individuelle Arbeit mit jedem Schüler vor; jeder Student muss ab dem zweiten oder dritten Jahr an wissenschaftlicher Arbeit teilnehmen; Am Ende des Instituts muss der Student moderne Methoden der theoretischen und experimentellen Forschung beherrschen und über ausreichende Ingenieurkenntnisse verfügen, um moderne technische Probleme zu lösen.
Nach Angaben der Schöpfer kombiniert und ergänzt das „Phystech-System“ Grundausbildung, Ingenieurdisziplinen, Forschungsarbeiten von Studenten auf der Grundlage führender Institute der Russischen Akademie der Wissenschaften (ehemals Akademie der Wissenschaften der UdSSR) und Industrieinstitute und Konstruktionsbüros wie das Lebedew-Institut, das Kurtschatow-Institut für Atomenergie, das Kapiza-Institut für physikalische Probleme, das Rechenzentrum der Russischen Akademie der Wissenschaften, das Institut für Angewandte Mathematik. „M. W. Keldysch“, das Institut für Chemische Physik. „N. N. Semjonow“, das Institut für Bioorganische Chemie benannt nach M. M. Schemjakin und J. A. Owtschinnikow und andere. An den Grundinstituten wurden Graduiertenabteilungen des MIPT eingerichtet, die eine spezialisierte Ausbildung für Studenten anbieten. Mehr als 80 Akademiker und korrespondierende Mitglieder der Russischen Akademie der Wissenschaften lehren an der Phystech. Es ist bekannt, dass die Zahl der Akademiker und korrespondierenden Mitglieder der Russischen Akademie der Wissenschaften pro Student die größte unter den Universitäten der Russischen Föderation ist.
Das „Phystech-System“ wurde später verwendet, um 1958 die Staatliche Universität Nowosibirsk und 1995 das Physikalisch-Technische Institut als Teil des Kiewer Polytechnischen Instituts zu gründen. Derzeit werden diese Prinzipien von Absolventen des Instituts bei der Schaffung neuer Bildungseinrichtungen im Bereich der Wirtschafts- und Geisteswissenschaften angewendet, beispielsweise des Center for Corporate Entrepreneurship an der Wirtschaftshochschule Moskau.
Im Jahr 2001 erkannte das Präsidium der Russischen Akademie der Wissenschaften das „Phystech-System“ als „den Aufgaben der Hochschulbildung unter modernen Bedingungen entsprechend an, das eine echte Integration von Wissenschaft und Bildung gewährleistet und eine umfassende Unterstützung und Weiterentwicklung verdient“.

## Zulassungsprozess
Seit seiner Gründung legt das MIPT großen Wert auf die Arbeit mit potenziellen Studierenden. Zur Gewinnung begabter Schülerinnen und Schüler und deren anschließender Auswahl wurde ein System gebildet, das folgende Handlungsfelder umfasst:
1. Korrespondierende physische und technische Schule für Gymnasiasten (mit der Möglichkeit der kostenlosen Ausbildung darin für jeden russischen Schüler, der die entsprechenden Bildungsanforderungen erfüllt). Auswärtige Aufträge werden per Post oder E-Mail verschickt.
2. Physikalisch-technische Abendschule, spezialisierter physikalischer und mathematischer Unterricht in einer Reihe von Schulen in Moskau und der Region.
3. Durchführung jährlicher Physik- und Mathematikolympiaden „Phystech“ und „Offene Programmierolympiade für Schüler“, die zur ersten oder zweiten Stufe der Schülerolympiaden gehören. Die Sieger und Preisträger dieser Olympiaden erhalten gemäß den Institutszulassungsordnungen ein Privileg erster oder zweiter Ordnung (Einschreibung ohne Prüfungen bzw. 100 Punkte statt der USE-Punktzahl im Fach).
4. Eine Vielzahl von einmaligen Veranstaltungen (von Artikeln in der Presse bis hin zu mündlichen Präsentationen), die an die Existenz der Phystech erinnern, erzählt kurz über ihre Geschichte und Leistungen.
5. Olympiaden und Wettbewerbe sowohl für Schüler als auch für Studenten anderer Hochschuleinrichtungen (dh für diejenigen, die in das Magistrat eintreten).

## Geschichte
Das Institut  wurde vor allem auf Gesuch des russischen Physikers Pjotr Leonidowitsch Kapiza im Februar 1946 durch die Akademie der Wissenschaften der UdSSR mit der Absicht gegründet, eine naturwissenschaftliche Eliteschule in der Sowjetunion aufzubauen. Das später als „Phystech System“ bekannt gewordene Lehr- und Ausbildungssystem des Instituts bestand darin, gewissenhaft auserwählten Studenten ihren eigenen Lehr- und Forschungsplan aufstellen zu lassen und mit diesen von jeweils einem Vertrauensprofessor betreut zu werden. Nach Unstimmigkeiten zum damaligen sowjetischen Forschungsziel einer eigenen Atombombe wurde das Moskauer Institut für Physik und Technologie am 25. November 1946 in die Staatliche Universität Moskau eingegliedert, jedoch seit dem 17. September 1951 wieder als eigenständige Hochschule geführt. Derzeitiger Rektor des MIPT ist Professor Nikolai Nikolajewitsch Kudrjawzew.

## Abteilungen

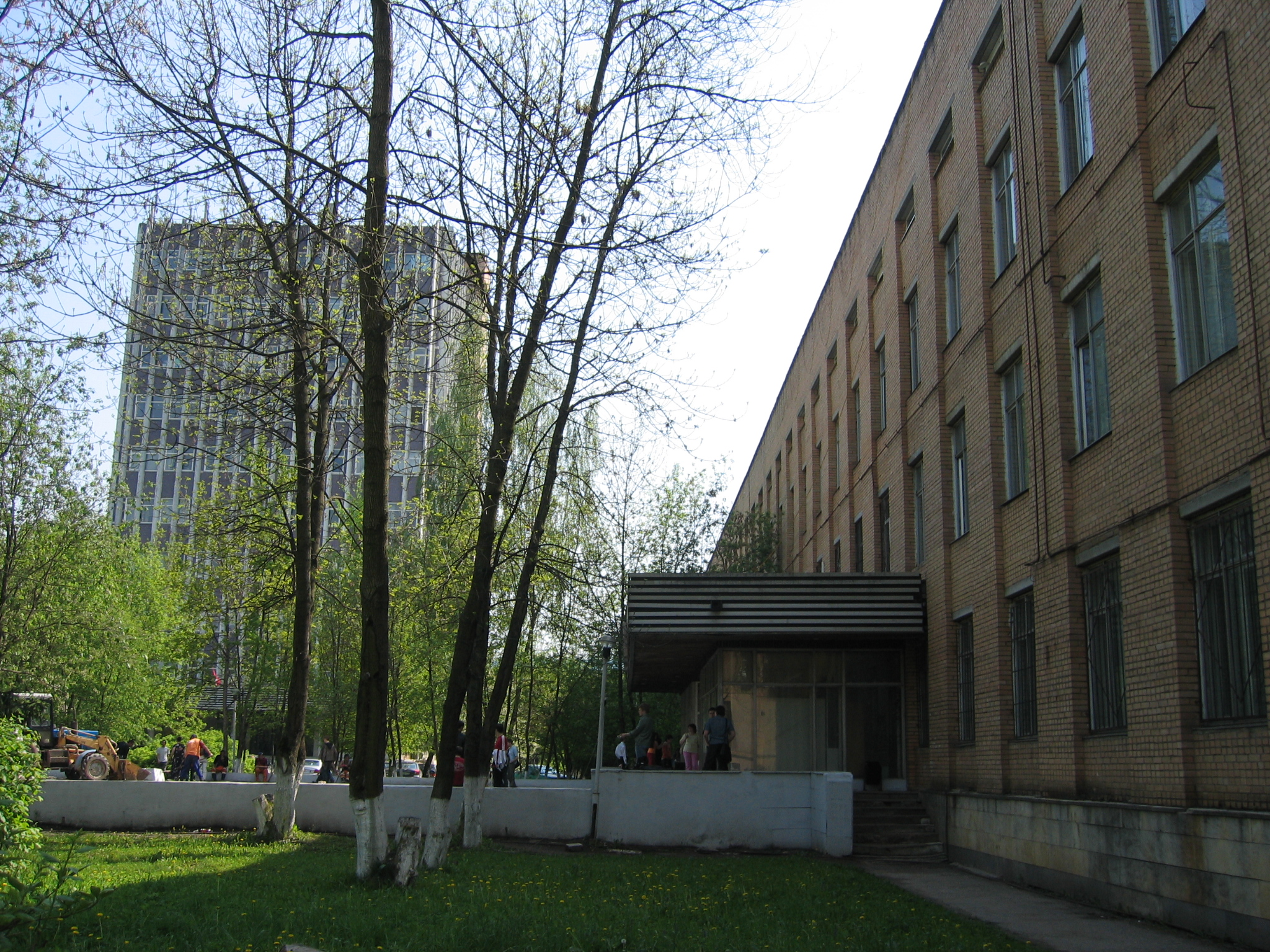
Phystech-Campus

Es gibt neun Abteilungen, in denen jedes Jahr jeweils rund 100 Studenten zugelassen werden.
- Elektrotechnik und Kybernetik
- Allgemeine und Angewandte Physik
- Aerophysik und Weltraumforschung
- Molekular- und Biophysik
- Physikalische und Quantenelektronik
- Aeromechanik und Flugtechnik
- Kontrolltheorie und Angewandte Mathematik
- Probleme der Physik und Energiewirtschaft
- Innovation und Hochtechnologie

## Hochschullehrer

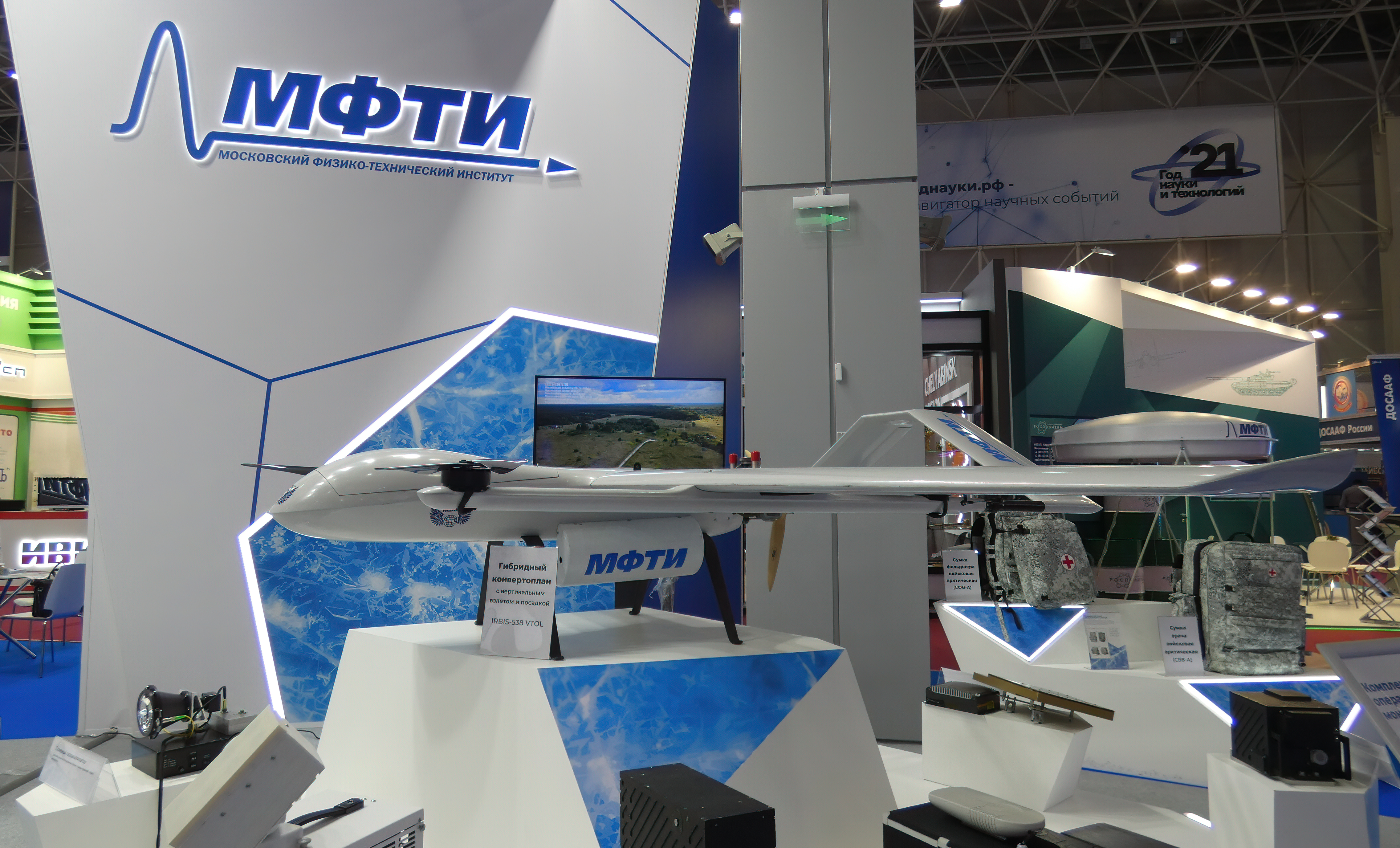
Drohne „Irbis-538“

Eine Liste bekannter MIPT-Dozenten findet man in der Kategorie Hochschullehrer (MIPT). U.a. findet man in dieser Liste:
- Nobelpreisträger:
Alexei Alexejewitsch Abrikossow, theoretischer Physiker, Entdecker von Typ-II-Supraleitern
Witali Lasarewitsch Ginsburg, theoretischer Physiker, Arbeiten in der Theorie von Supraleitern und Supraflüssigkeiten
Pjotr Leonidowitsch Kapiza, Experimentalphysiker, Entdecker der Suprafluidität
Lew Dawidowitsch Landau, theoretischer Physiker, Schlüsselbeiträge auf vielen Gebieten theoretischer Physik
Alexander Michailowitsch Prochorow, Experimentalphysiker auf dem Gebiet der Quantenelektronik bzw. Lasern-Technik
Nikolai Nikolajewitsch Semjonow, Physikochemiker, Erforschung der Reaktionskinetik und chemischer Kettenreaktionen
Igor Jewgenjewitsch Tamm, theoretischer Physiker, Beiträge auf vielen Gebieten theoretischer Physik

- Weitere prominente Wissenschaftler:
Lew Andrejewitsch Arzimowitsch, „Vater des Tokamak“, einer Form des Kernfusionsreaktors
Gersch Izkowitsch Budker, Entwickler von Teilchenbeschleunigern
Sergei Petrowitsch Kapiza, Physiker und Fernsehmoderator
Mstislaw Wsewolodowitsch Keldysch, Mathematiker, Mitbegründer der sowjetischen Raumfahrt
Sergei Pawlowitsch Koroljow, Konstrukteur von Raketen und Weltraumpionier
Igor Wassiljewitsch Kurtschatow, Leiter des sowjetischen Atombombenprojekts
Jewgeni Michailowitsch Lifschiz, Mitverfasser des zehnbändigen „Lehrbuchs der theoretischen Physik“ (zusammen mit Lew Landau)
Wjatscheslaw Fjodorowitsch Muchanow, Professor am Arnold-Sommerfeld-Zentrum für Theoretische Physik an der Universität München
Sergei Iwanowitsch Wawilow, Mitentdecker der Tscherenkow-Strahlung

## Studenten
- Nobelpreisträger:
Andre Geim
Konstantin Novoselov
- über 100 Mitglieder der Russischen Akademie der Wissenschaften
- über 4000 Doktoren der Wissenschaften (entspricht deutscher Habilitation)
- über 8000 Kandidaten der Wissenschaften (entspricht deutschem Doktor)
- Kosmonauten:
Juri Michailowitsch Baturin
Alexander Jurjewitsch Kaleri
Alexander Alexandrowitsch Serebrow
- Politiker:
Natan Scharanski, sowjetischer Dissident, später israelischer Minister und Leiter der Jewish Agency
drei Minister in der Regierung der Russischen Föderation
- Unternehmer:
Alex Konanykhin